# Paul Stradner
Pour les articles homonymes, voir Stradner.
 (avril 2022).
 (avril 2022).
La mise en forme du texte ne suit pas les recommandations de Wikipédia : il faut le « wikifier ».
Les points d'amélioration suivants sont les cas les plus fréquents. Le détail des points à revoir est peut-être précisé sur la page de discussion.
- Les titres sont pré-formatés par le logiciel. Ils ne sont ni en capitales, ni en gras.
- Le texte ne doit pas être écrit en capitales (les noms de famille non plus), ni en gras, ni en italique, ni en « petit »…
- Le gras n'est utilisé que pour surligner le titre de l'article dans l'introduction, une seule fois.
- L'italique est rarement utilisé : mots en langue étrangère, titres d'œuvres, noms de bateaux, etc.
- Les citations ne sont pas en italique mais en corps de texte normal. Elles sont entourées par des guillemets français : « et ».
- Les listes à puces sont à éviter, des paragraphes rédigés étant largement préférés. Les tableaux sont à réserver à la présentation de données structurées (résultats, etc.).
- Les appels de note de bas de page (petits chiffres en exposant, introduits par l'outil «  Source ») sont à placer entre la fin de phrase et le point final[comme ça].
- Les liens internes (vers d'autres articles de Wikipédia) sont à choisir avec parcimonie. Créez des liens vers des articles approfondissant le sujet. Les termes génériques sans rapport avec le sujet sont à éviter, ainsi que les répétitions de liens vers un même terme.
- Les liens externes sont à placer uniquement dans une section « Liens externes », à la fin de l'article. Ces liens sont à choisir avec parcimonie suivant les règles définies. Si un lien sert de source à l'article, son insertion dans le texte est à faire par les notes de bas de page.
- La présentation des références doit suivre les conventions bibliographiques. Il est recommandé d'utiliser les modèles {{Ouvrage}}, {{Chapitre}}, {{Article}}, {{Lien web}} et/ou {{Bibliographie}}. Le mode d'édition visuel peut mettre en forme automatiquement les références.
- Insérer une infobox (cadre d'informations à droite) n'est pas obligatoire pour parachever la mise en page.

Pour une aide détaillée, merci de consulter Aide:Wikification.
Si vous pensez que ces points ont été résolus, vous pouvez retirer ce bandeau et améliorer la mise en forme d'un autre article.
Paul Stradner (né le 23 Juin 1981 à Graz) est un chef cuisinier autrichien, qui exerce actuellement ses fonctions à la Villa René Lalique.

## Biographie

### Origines
Paul Stradner est né en Autriche, à Graz. C’est là-bas qu’il a découvert très tôt sa passion pour la cuisine.
À l’âge de 15 ans, il entame un apprentissage dans le domaine de la restauration.

### Carrière professionnelle
Après sa formation à Graz, Paul Stradner travaille à Maria Wörth et Lech am Arlberg, en Autriche. Il rejoint ensuite le Chef Harald Wohlfahrt au restaurant trois étoiles Traube Tonbach à Baiersbronn, en Forêt noire (Allemagne) en 2002. En 2009, il intègre l’équipe du restaurant trois étoiles L'Arnsbourg auprès du chef cuisiner Jean-Georges Klein à Baerenthal, en Lorraine en France.
À partir d'août 2012, il est chef de cuisine au restaurant Brenners Park de l'hôtel Brenners Park à Baden-Baden (Allemagne), qui a été récompensé par deux étoiles dans le Guide Michelin 2015.
En automne 2017, Il retrouve son mentor Jean-Georges Klein et devient Chef exécutif à ses côtés à la Villa René Lalique, en Alsace (France), Restaurant 2 étoiles au Guide Michelin.
C’est depuis 2020 qu’il endosse le tablier de Chef, succédant Jean-Georges Klein.

## Récompenses
- 2013 : Une étoile au Guide Michelin, Restaurant Brenner Park à Baden-Baden
- 2015 : Deux étoiles au Guide Michelin, Restaurant Brenner Park  à Baden-Baden
- 2016 : 18 points et la gratification « d’étoile montante » par Gault & Millau[4]
- 2017 : Restaurant Villa René Lalique à  Wingen-sur-Moder[5]
- 2018 : Prix Villegiature du "Meilleur restaurant dans un hôtel en Europe" pour Jean-Georges Klein et Paul Stradner[6]
- 2022 : Conservation des deux étoiles au Guide Michelin, Villa René Lalique à Wingen-sur-Moder[7]

## Publications
- Grande Cuisine, Matthaes Verlag 2017,  (ISBN 978-3875154177).